# Dustoff Heli Rescue
Dustoff Heli Rescue es un videojuego de acción desarrollado y publicado por Invictus Games para iOS, Android, Mac y Windows. Es la primera entrega de la serie Dustoff.

## Jugabilidad
Dustoff Heli Rescue es juego donde se pilota un helicóptero de rescate con el que se tiene que buscar y salvar la vida de los soldados heridos en el campo, a menudo bajo fuego.
Se debe encontrar el cargamento robado con el helicóptero Chinook y transportarlo de manera segura a la base aliada cercana, mientras se lucha contra tanques hostiles y otros combatientes enemigos.
Se deben salvar a los rehenes retenidos en los campos de prisioneros de guerra que esperan los helicópteros de evacuación.
El juego cuenta con hasta 25 misiones y tres helicópteros de rescate, cada uno con diferentes características de manejo y transporte, así como tres armas con diferentes capacidades. Hay varias misiones como: transporte de carga, rescate de rehenes y detención de convoyes enemigos. Hay diversas condiciones climáticas y horas del día, como fuertes lluvias tormentosas y puestas de sol. Cuenta con escenas de guerra que incluyen junglas, pantanos, cuevas ocultas y sistemas de minas. Se pueden controlar los helicópteros ya sea en modo Amateur o Pro. La puntería puede ser manual o automática. Además cuenta con compatibilidad completa con gamepad.

## Recepción
Daniel Batoff de GameSpew escribió: "En general, no hay mucho en el juego central en términos de variedad o profundidad... A $4, Dustoff Heli Rescue es demasiado caro para una experiencia que se puede replicar de forma gratuita en dispositivos móviles".